# 완다 사이크스
완다 이벳 사이크스(영어: Wanda Yvette Sykes, 1964년 3월 27일 ~ )는 미국의 스탠드업 코미디언, 배우, 텔레비전 각본가이다. 2004년 엔터테인먼트 위클리는 미국에서 가장 웃긴 25인을 선정하며 사이크스를 14위에 올렸다.

## 출연 작품

### 영화
- 너티 프로페서 2 (2000)
- 다운 투 어쓰 (2001)
- 퍼펙트 웨딩 (2005)
- 점원들 2 (2006)
- 겁나는 여친의 완벽한 비밀 (2006)
- 결혼 면허 따기 (2007)
- 머펫 대소동 (2011)
- 배드 맘스 (2016)
- 스내치드 (2017)
- 배드 맘스 크리스마스 (2017)
- 마라가 큰 결정을 해야 해 (2019)
- 하이, 젝시 (2019) - 데니스 역

### 애니메이션 영화
- 브라더 베어 2 (2006)
- 신나는 동물농장 (2006)
- 헷지 (2006)
- 에반 올마이티 (2007)
- 리오 (2011)
- 아이스 에이지 4: 대륙 이동설 (2012)
- 아이스 에이지: 지구 대충돌 (2016)
- 어글리돌 (2019)

### 텔레비전
- 커브 유어 엔수지애즘 (2001-11)
- 블랙키시 (2015-20)
- 더 마블러스 미세스 메이즐 (2019)
- 굿 파이트 (2021)